# 宮川町通
宮川町通（みやがわちょうどおり）は、京都市の南北の通りの一つ。全ての区間が東山区に収まる。北は四条通から南は五条通まで至る。
宮川筋（みやがわすじ）とも呼ばれ、沿道には花街（宮川町）が広がる。

## 概要
松原通以南も一直線に通りが続いているように見えるが、通りはここで西へ鍵の手に折れている。松原通以南の延長は新宮川町通（しんみやがわちょうどおり、新宮川筋）と呼ばれ、南端の五条通まで東を並行している。
「宮川」とは四条大橋あたりの鴨川の別名であり、八坂神社（＝宮）の神輿を洗うための水を汲む地であったことに由来する。1666年（寛文6年）に四条通－団栗通にあたる区間（現在の宮川筋1丁目）が開通する。この区間は、鴨川東岸の護岸のために石垣を組んだことから東石垣（とうせき）とも称されていた。残りの区間は1750年（寛延3年）に通じ、新宮川町通も同年に開通している。
1751年（宝暦元年）に一帯は遊廓となった。現在も、沿道には遊廓時代の建物が残っている。1999年（平成11年）には沿道の一部地区が祇園町南歴史的景観保全修景地区に指定され、京風町家の並ぶ歴史的な街並みが保護されている。

## 沿道の主な施設
- 団栗橋公園　団栗通南西角
- 宮川町
  - 東山女子技芸学校（入口は反対側）
  - 宮川町歌舞練場（同上）

## 交差する道路
- 四条通
- 団栗通
- 宮川町東西通
- 松原通
- 五条通